# Белоярский сельсовет (Хакасия)
Белоярский сельсовет — сельское поселение в Алтайском районе Хакасии.
Административный центр — село Белый Яр.

## История
Статус и границы сельского поселения установлены Законом Республики Хакасия от 7 октября 2004 года № 66 «Об утверждении границ муниципальных образований Алтайского района и наделении их соответственно статусом муниципального района, сельского поселения»

## Население
| 2002    | 2010    | 2012    | 2013    | 2014    | 2015    | 2016    |
| ------- | ------- | ------- | ------- | ------- | ------- | ------- |
| 10 024  | ↗10 978 | ↗10 986 | ↗11 065 | ↗11 147 | ↗11 260 | ↗11 393 |
| 2017    | 2018    | 2019    | 2020    | 2021    |         |         |
| ↘11 388 | ↘11 334 | ↘11 273 | ↗11 343 | ↘11 226 |         |         |

## Состав сельского поселения
В состав сельского поселения входят 2 населённых пункта:
| № | Населённый пункт | Тип населённого пункта       | Население |
| - | ---------------- | ---------------------------- | --------- |
| 1 | Белый Яр         | село, административный центр | ↘10 107   |
| 2 | Кайбалы          | деревня                      | ↗1119     |

## Местное самоуправление
Администрация
Белый Яр, Советская, 6
Глава администрации
- Мин Те Хо Александр Владимирович